# روزانا مونيروتو
روزانا مونيروتو (3 ديسمبر 1962) هي عداءة مسافات طويلة إيطالية متخصصة في سباق الماراثون.

## سيرة شخصية
حصلت على ثلاث ميداليات على مستوى الكبار في المسابقات الدولية لألعاب القوى. شاركت في نسختين من الألعاب الأولمبية الصيفية (1988، 1992). ولعبت 24 مباراة دولية مع المنتخب الوطني من عام 1984 إلى عام 1994، كانت مخطوبة للحائز على الميدالية الفضية الأولمبية عام 1988، سلفاتوري أنتيبو.

## الإنجازات
| العام        | المسابقة                                      | المكان               | المركز       | حدث                                                             | ملاحظة                                          |
| تمثل إيطاليا | تمثل إيطاليا                                  | تمثل إيطاليا         | تمثل إيطاليا | تمثل إيطاليا                                                    | تمثل إيطاليا                                    |
| ------------ | --------------------------------------------- | -------------------- | ------------ | --------------------------------------------------------------- | ----------------------------------------------- |
| 1987         | ألعاب البحر الأبيض المتوسط ‏                   | اللاذقية، سوريا      | 2nd          | 3000 م                                                          | 9:08.54                                         |
| 1988         | الألعاب الأولمبية ‏                            | سول                  | 14th         | ألعاب قوى في الألعاب الأولمبية الصيفية 1988 – سيدات 10,000 متر ‏ | 32:29.84                                        |
| 1991         | بطولة العالم لألعاب القوى 1991                | طوكيو                | 15th         | 10,000 م                                                        | 32:05.75 PB                                     |
| 1992         | بطولة العالم لنصف الماراثون ‏                  | ساوث شيلدز ‏، إنجلترا | 3rd          | نصف ماراثون                                                     | 1:09:38 PB                                      |
| 1992         | ألعاب القوى في الألعاب الأولمبية الصيفية 1992 | برشلونة              | 16th         | ألعاب قوى في الألعاب الأولمبية الصيفية 1992 – سيدات 10,000 متر ‏ | 32:37.91                                        |
| 1992         | ماراثون إيطاليا ‏                              | كاربي                | 1st          | ماراثون                                                         | 2:29:34                                         |
| 1993         | بطولة العالم لألعاب القوى 1993                | شتوتغارت             | —            | ماراثون                                                         | بطولة العالم لألعاب القوى 1993 – ماراثون سيدات ‏ |
| 1994         | بطولة أوروبا لألعاب القوى 1994                | هلسنكي               | 8th          | ماراثون                                                         | بطولة أوروبا لألعاب القوى 1994 – ماراثون سيدات ‏ |

## الألقاب الوطنية
فازت مرة واحدة بالبطولة الوطنية الفردية.
- فوز واحد في سباق العدو الريفي (1993)

## روابط خارجية
- روزانا مونيروتو على موقع الاتحاد الدولي لألعاب القوى (الإنجليزية)
- روزانا مونيروتو على موقع اللجنة الأولمبية الدولية (الإنجليزية)
- روزانا مونيروتو على موقع أوليمبيديا (الإنجليزية)